# Barbus rouxi
Barbus rouxi är en fiskart som beskrevs av Daget, 1961. Barbus rouxi ingår i släktet Barbus och familjen karpfiskar. IUCN kategoriserar arten globalt som otillräckligt studerad. Inga underarter finns listade.